# Guillermo Carro Cattáneo
Guillermo Carro Cattáneo (Buenos Aires, 3 de enero de 1907-29 de enero de 1990) fue un militar argentino, perteneciente a la Armada, que alcanzó el grado de capitán de navío. Fue gobernador marítimo del territorio de la Tierra del Fuego entre 1950 y 1952.

## Biografía
Nació en Buenos Aires en 1907. Ingresó en la Armada Argentina como cadete en 1922, egresando de la Escuela Naval Militar en 1929 como guardiamarina, integrando la promoción 54. Realizó su viaje de instrucción el fragata ARA Presidente Sarmiento, en su viaje de instrucción XXIV.
Realizó cursos de derecho internacional y de guerra, y fue profesor de distintas materias en la Escuela Naval Militar, la Escuela Superior de Guerra Naval y en cursos de aplicación para oficiales. Entre 1941 y 1942 fue comandante del dragaminas ARA Seaver (M-12). Participó en la campaña antártica de 1947-1948 como comandante del destructor ARA Cervantes (D-1).
Entre enero de 1950 y enero de 1952, se desempeñó como gobernador marítimo del territorio de la Tierra del Fuego, designado por el presidente Juan Domingo Perón. Durante su gestión, se creó la Base Naval Ushuaia, comenzaron los vuelos de Aerolíneas Argentinas al territorio, se instaló un juzgado de primera instancia y una oficina de radio postal. En 1951, se celebraron las primeras elecciones nacionales en el territorio, en las que Esther Fadul fue elegida delegada al Congreso de la Nación.
Pasó a retiro con el grado de capitán de navío en 1952. Falleció en enero de 1990, a los 83 años.